# Quadermauerwerk

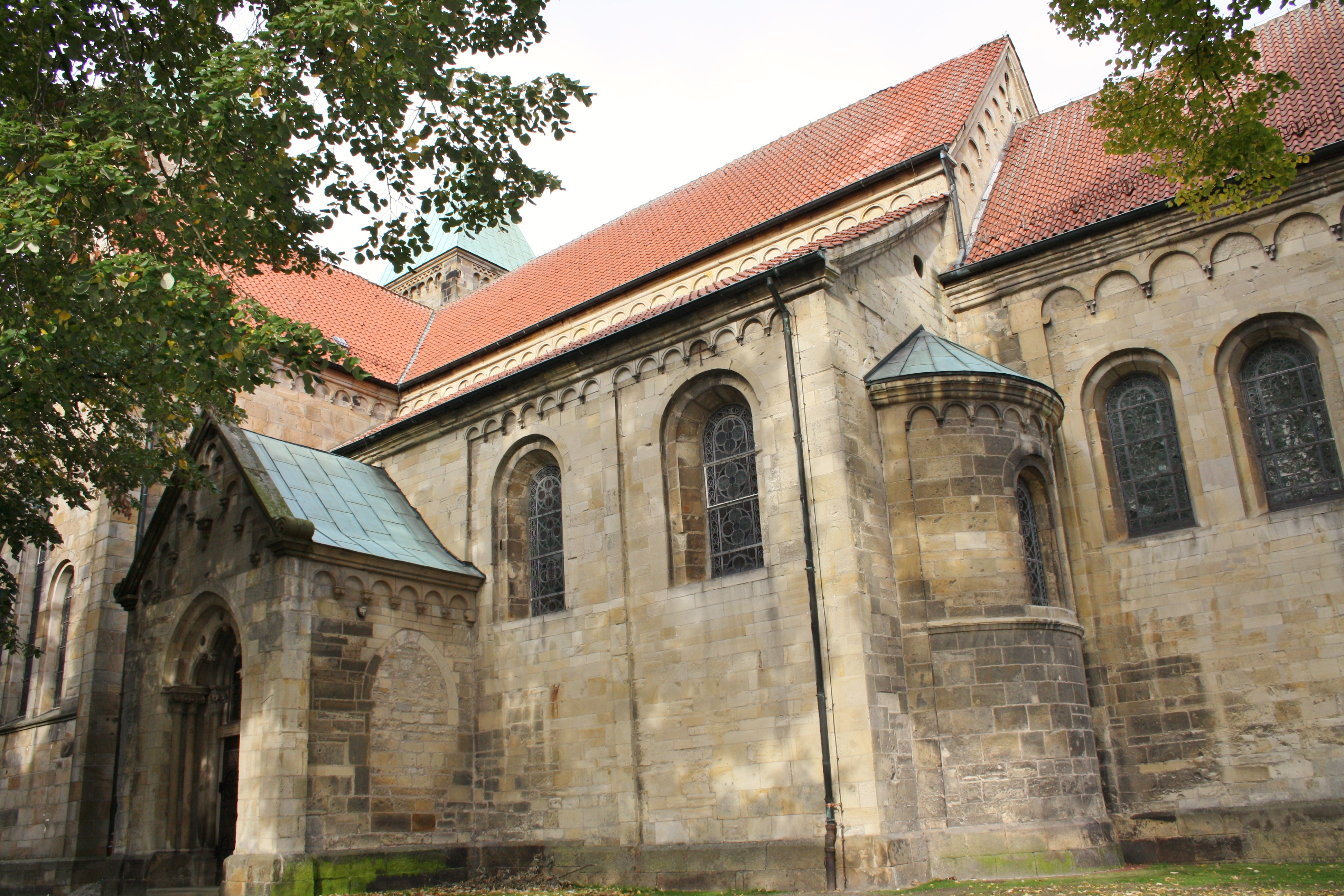
Romanischer Kirchenbau in Sandsteinquadermauerwerk: St. Brigida (Legden)

Quadermauerwerk oder Quadersteinmauerwerk ist im Bauwesen ein Mauerwerk, das als Natursteinmauerwerk aus massiven Quadern aus Kalkstein, Tuff, Marmor, Sandstein oder anderem Material in horizontalem Mauerwerksverband mit oder ohne Einsatz von Mörtel errichtet wird. Die Quadersteine aus Naturstein sind dabei oft auf allen sechs Flächen präzise bearbeitet. Je nach Ausmaß der steinmetzmäßigen Steinbearbeitung ergeben sich unterschiedliche Kategorien: u. a. grobes oder feines Quaderwerk, Bossenwerk oder Rustika.
Das Quadermauerwerk wurde bereits in der griechischen und römischen Antike zu hoher Blüte entwickelt. Nach Vitruv bilden Quader gleicher Höhe in einem Mauerverband isodomes Mauerwerk (lat. opus isodomum); hat das Quadermauerwerk ungleich hohe Schichten, so ist es ein pseudoisodomes Mauerwerk (lat. opus pseudoisodomum). Eine Besonderheit antiker Quaderbearbeitung ist die sparsamere Bearbeitung der Lagerflächen, bei denen vielfach nur ein vorderer schmalen Randstreifen bearbeitet wurde (siehe Anathyrosis). 

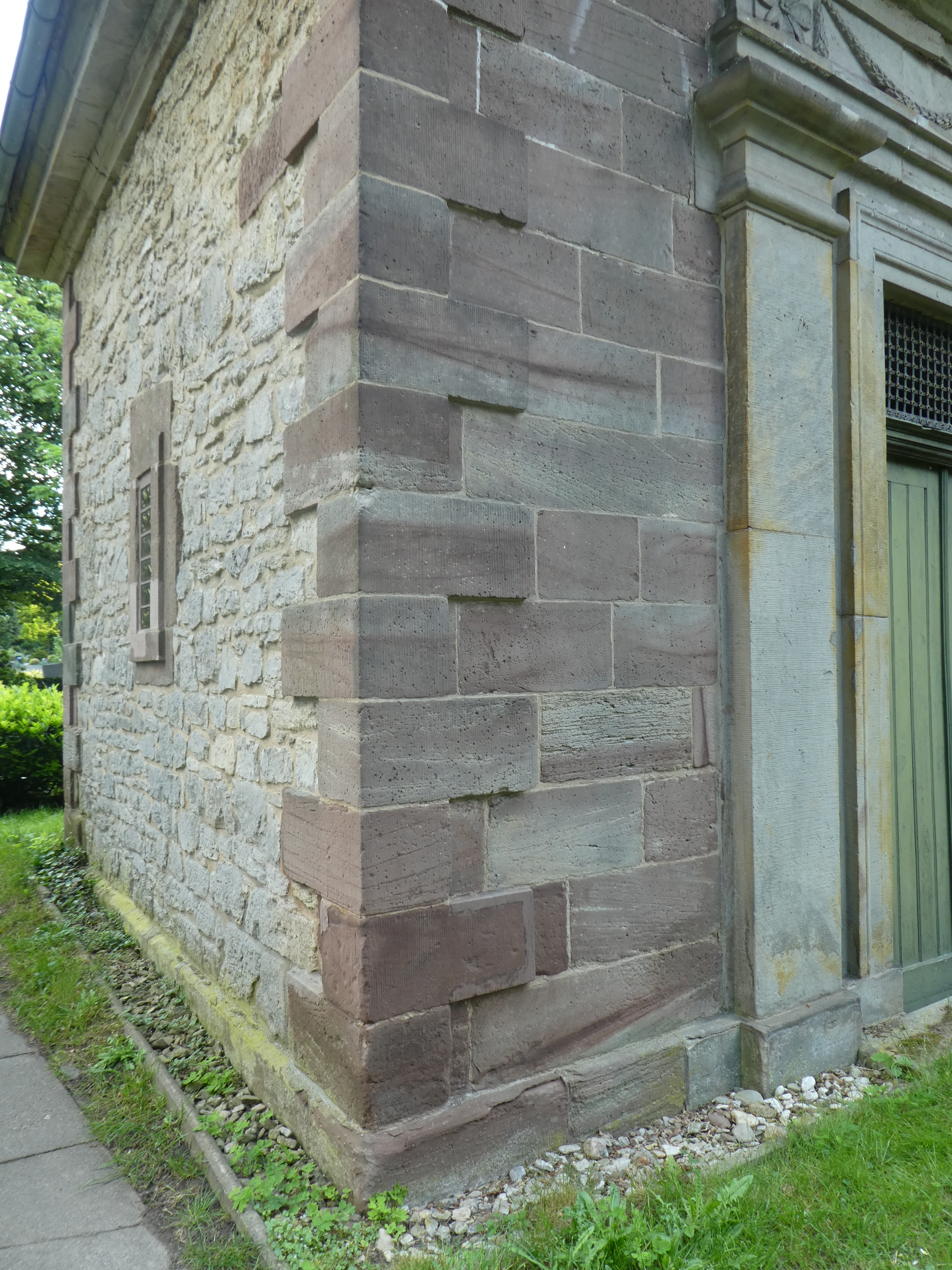
Quadermauerwerk mit Eckquaderung, links unverputztes Bruchsteinmauerwerk (Grätzelmausoleum auf dem evangelischen Friedhof in Göttingen-Weende, erbaut 1806)

Erst im Frühmittelalter beginnt die Verwendung von Quadermauerwerk wieder, zuerst im repräsentativen Sakralbau, z. B. an der Pfalzkapelle Karls d. Gr. in Aachen oder am Speyerer Dom. In romanischer Zeit erfährt diese Technik wieder eine hohe Perfektion. Im Historismus des 19. Jahrhunderts wurde sie weit verbreitet wieder aufgenommen und teilweise auch durch Quaderputz imitiert.

## Abgrenzung von anderen Mauerwerken
Wegen der vom Quader abweichenden Geometrie ist kein Quadermauerwerk:
- Bruchsteinmauerwerk, hergestellt aus unregelmäßigen und mehr oder weniger unbearbeiteten Natursteinen.

- Trapezoidales Mauerwerk mit waagrechten Lagerfugen und schräg verlaufenden Stoßfugen.
- Polygonales oder Zyklopenmauerwerk, zugerichtet aus besonders großen unregelmäßigen Natursteinen.

Werden im Mauerwerk keine Natursteine, sondern gebrannte Mauerziegel verwendet, so ist es ein Backsteinmauerwerk.